# Karolína Milerová
Karolína Koranda Milerová (* 17. června 1989 Praha) je vnučkou Zdeňka Milera, českého režiséra a výtvarníka animovaných filmů pro děti, autora oblíbené postavičky Krtečka (O krtkovi). Je zakladatelkou společnosti Little Mole a.s., Little Mole Cartoon a Nadace Zdeňka Milera, donedávna i držitelkou práv k postavičce Krtka. V roce 2013 společnost Little Mole Cartoon uzavřela za přítomnosti českého prezidenta Miloše Zemana a čínského prezidenta Si Ťin-pchinga koprodukční smlouvu s největší čínskou národní televizí China Central Television o vytvoření animované série Krtek a Panda.
Seriál měl premiéru v roce 2016 v Číně i České republice koprodukční, kde jej možné vidět na TV Barrandov, Stream.cz či YouTube. Projekt byl v roce 2020 po dohodě dědiců ukončen.
25. března 2019 prohrála soud se správkyní dědictví Zdeňka Milera, Milenou Fischerovou, o licenci na postavu Krtečka.

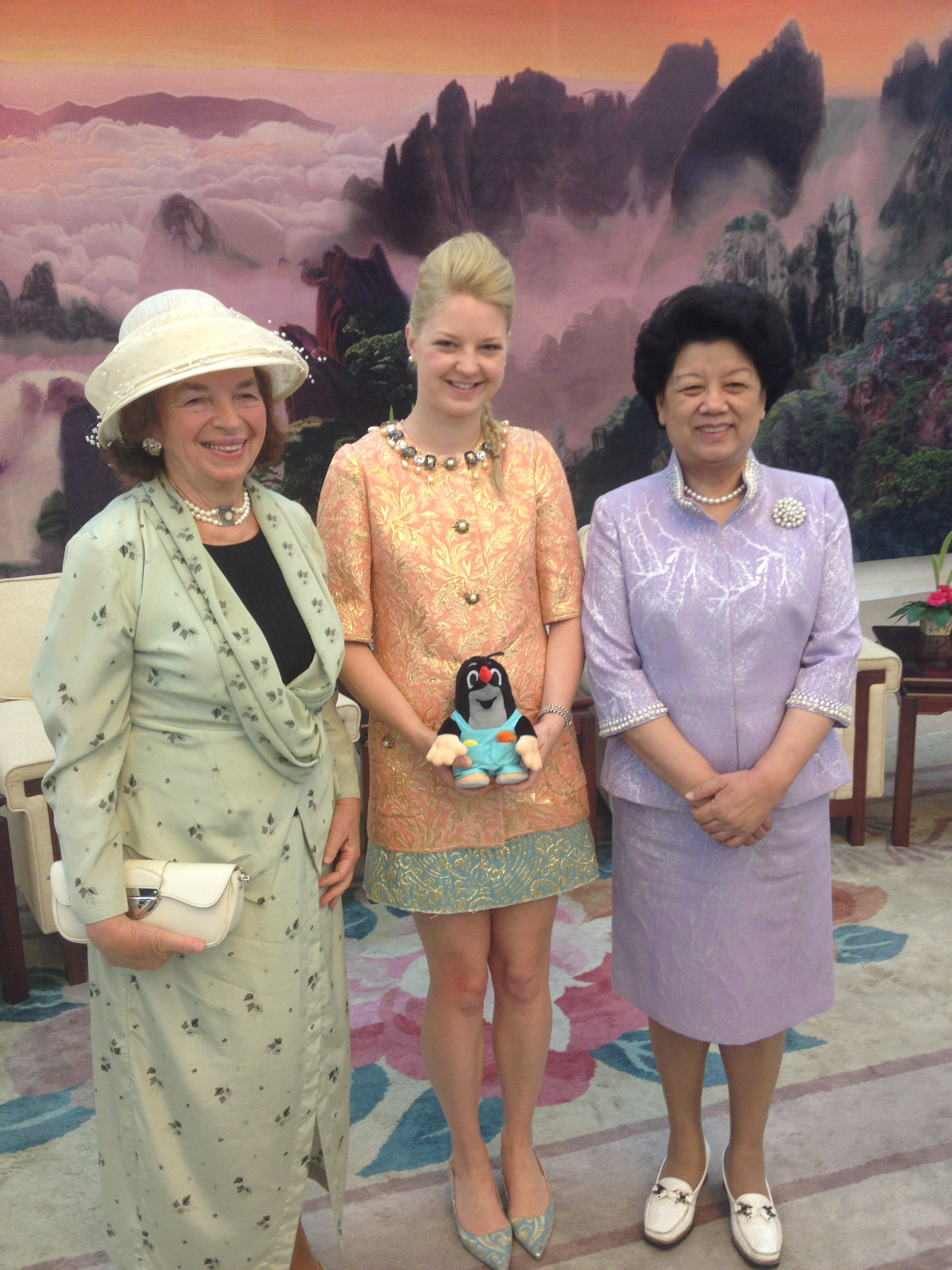
Karolína Milerová s Livií Klausovou při návštěvě Číny v roce 2012